# تورتس (گروه موسیقی)
تورتِس (انگلیسی: Tortoise) گروه موسیقی راک تجربی آمریکایی است که سال ۱۹۹۰ در شیکاگو شکل گرفت. موسیقی عمدتاً بی‌کلام گروه، آمیزه‌ای از سبک‌های کراوت‌راک، داب، موسیقی مینیمال، الکترونیکا و انواع گونه‌های جاز است. تورتس را از پیشگامان موسیقی پست‌راک دانسته‌اند.